# باشگاه فوتبال پالرمو
باشگاه فوتبال پالرمو (به ایتالیایی: Palermo FC) باشگاه فوتبال ایتالیایی است که در شهر پالرمو قرار دارد و هم‌اکنون در سری بی بازی می‌کند.
تأسیس اولیه این باشگاه با نام آنگلو پالرمیتن اتلتیک اند فوتبال کلاب (به انگلیسی: Anglo Palermitan Athletic and Football Club) به سال ۱۹۰۰ بازمی‌گردد اما باشگاه پالرمو در سال ۱۹۸۷ تأسیس شده‌است.
این باشگاه دیرینه‌ترین باشگاه فوتبال جزیره سیسیل و یکی از قدیمی‌ترین تیم‌های جنوب ایتالیا به همراه تیم فوتبال کاتانیا می‌باشد.
این باشگاه فوتبال ستارگان مطرحی همچون ادینسون کاوانی، پائولو دیبالا، آندرا بارتزالی، خاویر پاستوره، آندرا بلوتی، جوزپ ایلیچیچ، سالواتوره سیریگو، کریستین زاکاردو، لوکا تونی، فابیو گروسو و فابریتزیو میکولی را به عرصه فوتبال معرفی کرده‌ و در اختیار داشته است.
این تیم که در پایان فصل ۱۹–۲۰۱۸ سری بی در جایگاه سوم قرار گرفته و به پلی آف صعود به سری آ راه یافته بود، به رای دادگاه ورزش ایتالیا و به دلیل احراز تخلفات مدیریتی در فروش سهام باشگاه به یک شرکت مخابراتی آمریکایی در فصول پیش از آن، پس از کش‌ و قوس‌ها و دگرگونی آرا در مراحل گوناگون دادرسی در نهایت به جریمه، کسر امتیاز و تنزل به رده یازدهم سری بی محکوم و به بقا در سری بی بسنده گردید. اما در پی بحران مالی و ورشکستگی ناشی از این رویداد، این باشگاه از حضور در فصل بعد سری بی عاجز مانده و به دلیل ساقط شدن از شرایط باشگاه‌داری حرفه‌ای، به‌صورت مستقیم به دو سطح پایین‌تر فوتبال ایتالیا یعنی سری دی سقوط نمود که البته با موفقیت در آن لیگ بدون فوت وقت فصل بعد از آن یعنی فصل ۲۱–۲۰۲۰، به سری سی صعود کرد. این باشگاه در طول تاریخ داستان‌های جذابی برای فوتبال دوستان داشته‌است.
تیم فوتبال پالرمو تا به امروز پنج بار در رقابت‌های لیگ اروپا حاضر بوده که در سه فصل توانسته وارد رقابت در دور گروهی شود. بهترین نتیجه کسب شده توسط تیم فوتبال پالرمو در این رقابت ها برمی‌گردد به فصل ۲۰۰۶ - ۲۰۰۵ که عقابها توانستند تا مرحله یک‌هشتم نهایی پیشروی کرده و در برابر تیم فوتبال شالکه ۰۴ آلمان در مجموع با نتیجه ۱ - ۳ مغلوب شدند و از صعود به دور بعدی رقابت های لیگ اروپا باز ماندند.
در تاریخ ۴ ژوئیه ۲۰۲۲ فصل تازه‌ای در تاریخ تیم فوتبال پالرمو رقم خورد. در این روز با حضور مدیر عامل باشگاه فوتبال منچستر سیتی انگلستان، فران سوریانو، به صورت رسمی باشگاه فوتبال پالرمو توسط گروه سیتی فوتبال خریداری گردید و مالک سابق این باشگاه یعنی داریو میری به عنوان مدیر در سمت جدید قرار گرفت و ۲۰ درصد از سهام باشگاه همچنان تحت مالکیت او می‌باشد.

## حامی و تولیدکنندهٔ لباس
از سال ۲۰۰۰
| بازه زمانی | تولیدکننده لباس | حامی لباس            |
| ---------- | --------------- | -------------------- |
| ۲۰۰۰–۲۰۰۱  | لوتو اسپورت     | آلایتالیا            |
| ۲۰۰۱–۲۰۰۲  | لوتو اسپورت     | LTS                  |
| ۲۰۰۲–۲۰۰۶  | لوتو اسپورت     | Provincia di Palermo |
| ۲۰۰۶–۲۰۰۸  | لوتو اسپورت     | بدون حامی            |
| ۲۰۰۸       | لوتو اسپورت     | Pramac               |
| ۲۰۰۸–۲۰۰۹  | لوتو اسپورت     | بدون حامی            |
| ۲۰۰۹–۲۰۱۰  | لوتو اسپورت     | Betshop              |
| ۲۰۱۰       | لوتو اسپورت     | Eurobet              |
| ۲۰۱۰–۲۰۱۱  | لگا             | Eurobet              |
| ۲۰۱۱–۲۰۱۲  | لگا             | Eurobet و برگر کینگ  |
| ۲۰۱۳–۲۰۱۲  | پوما            | Eurobet              |
| ۲۰۱۴–۲۰۱۳  | پوما            | RosaneroCares & CBM  |
| ۲۰۱۴–۲۰۱۵  | جوما            | RosaneroCares & CBM  |
| ۲۰۱۷–۲۰۱۵  | جوما            |                      |
| -۲۰۱۷      | لیجا            |                      |